# Kepler-6
Désignations
Kepler-6 est une étoile dans la constellation du Cygne distante d'environ ∼ 1 950 a.l. (∼ 598 pc) de la Terre.

## Système planétaire
La découverte d'une exoplanète orbitant cette étoile est annoncée le 4 janvier 2010. Elle est réalisée grâce au télescope Kepler et à la méthode du transit astronomique.
| Planète    | Masse (MJ) | Période orbitale (d) | Demi-grand axe (ua) | Excentricité |
| ---------- | ---------- | -------------------- | ------------------- | ------------ |
| Kepler-6 b | 0,669      | 3,2347               | 0,04567             | 0 (fixé)     |